# Edmund de Chapeaurouge
Edmund de Chapeaurouge (* 1. November 1817 in Hamburg; † 25. November 1893 ebenda) war ein deutscher Jurist und Abgeordneter.

## Familie
Chapeaurouge wurde als fünftes von zehn Kindern des Kaufmanns Jaques Henri de Chapeaurouge (1780–1854) und seiner Frau Caroline Hanbury geboren. Die Senatoren Frédéric de Chapeaurouge und Charles Ami de Chapeaurouge waren seine Brüder. Am 11. Dezember 1874 heiratete er Christina Wilhelmina Ernestine Anna Fabri, eine Schwester von Friedrich Fabri. Paul de Chapeaurouge war sein Sohn, Alfred de Chapeaurouge sein Enkel.

## Leben

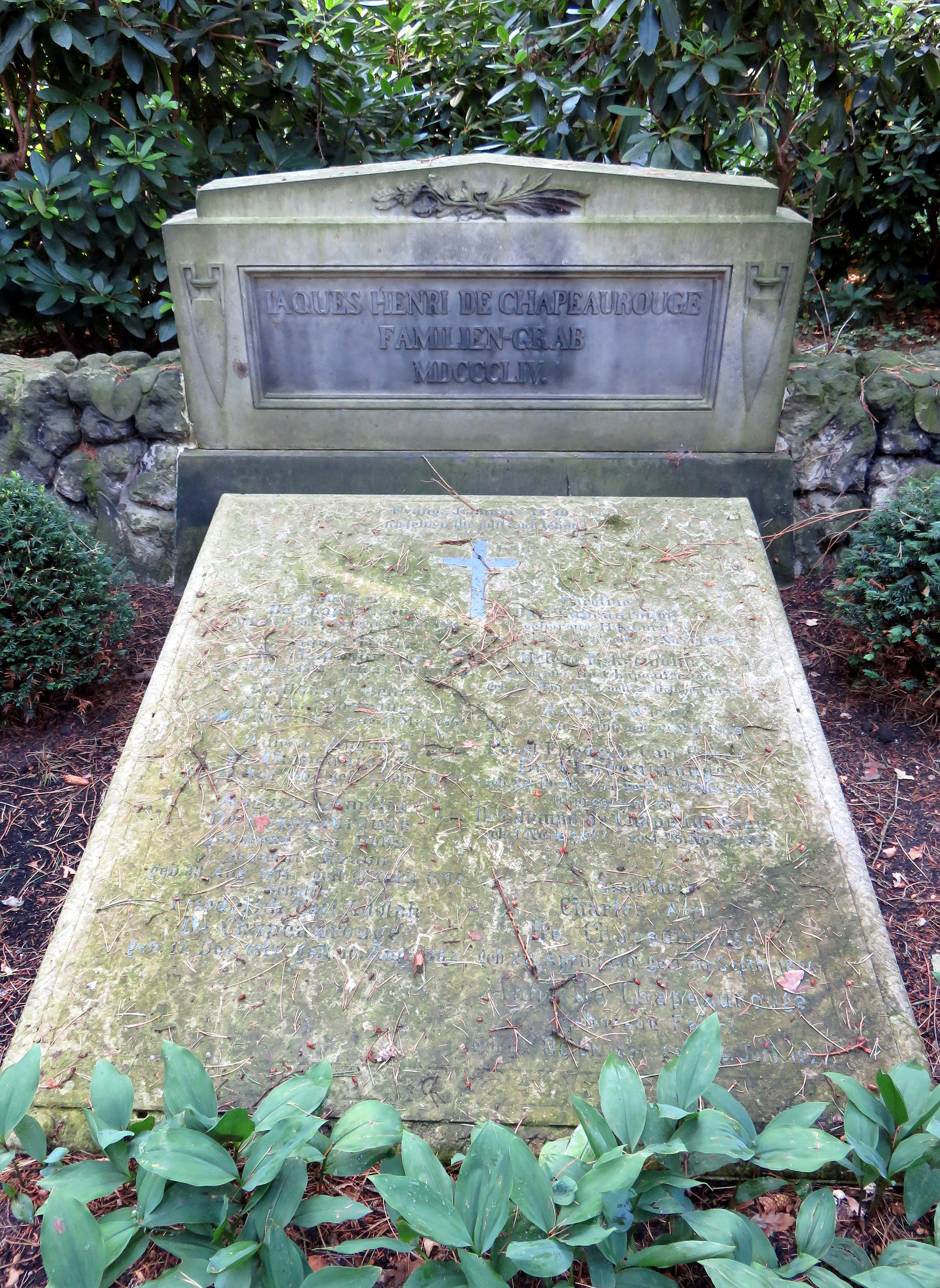
Familiengrab auf dem Friedhof Ohlsdorf

Chapeaurouge besuchte die Domschule Ratzeburg und ab Oktober 1836 das Akademische Gymnasium in Hamburg. Anschließend studierte er Jura in Göttingen und Heidelberg und erlangte 1841 einen Doktortitel. Am 4. Februar 1844 wurde Chapeaurouge in Hamburg als Advokat zugelassen, er war bis 1861 als solcher eingeschrieben. Er wirkte von 1857 bis 1860 und von 1862 bis 1864 am Ämtergericht. Am 1. Januar 1861 trat er in den Staatsdienst ein und wurde Richter am Obergericht, zeitweilig war er auch in der Vormundschaftsbehörde tätig. Am 30. September 1879 trat er in den Ruhestand.
Neben seiner beruflichen Tätigkeit war Chapeaurouge in der kommunalen und kirchlichen Selbstverwaltung engagiert. Von 1852 bis 1855 und von 1858 bis 1861 war er Sekretär der Patriotischen Gesellschaft von 1765, von 1857 bis 1861 Deputierter der Allgemeinen Versorgungsanstalt und von 1874 bis 1877 Mitglied in der Kommission des Museums für Kunst und Gewerbe. Von 1852 bis 1868 war er Diakonus der französische-reformierten Gemeinde in Hamburg, später deren Ältester.
Von 1851 bis 1856 fungierte Chapeaurouge als Major des Jägerbataillons des Bürgermilitärs, von 1859 bis 1860 war er Militärkommissar.
Chapeaurouge gehörte der Hamburgischen Bürgerschaft von 1859 bis 1860 als Abgeordneter des Militärdepartements und von 1874 bis 1879 als Abgeordneter des Obergerichts an.
Auf dem Hamburger Friedhof Ohlsdorf befindet sich bei Planquadrat Q 25 nördlich vom Wasserturm die Grabstätte der Hamburger Familie „Jacques Henri de Chapeaurouge“. Ursprünglicher Standort ab 1854 war der Begräbnisplatz der St. Petri Kirche (Teil der ehemaligen Dammtorfriedhöfe). Edmund de Chapeaurouge wird auf der Gemeinschaftsgrabplatte rechts im mittleren Bereich genannt.